# フィールコーポレーション
株式会社フィールコーポレーションは、愛知県と静岡県西部でスーパーマーケットを展開する日本の企業である。本社は愛知県名古屋市昭和区。社名、店舗名の「フィール（FEEL）」は感性・感覚などを意味する英語に由来する。

## 概要
代表者
代表取締役会長：蟹江義雄
代表取締役社長：串田崇
資本金
5,000万円
従業員数
8,221名
店舗数
79店舗（2025年（令和7年）2月現在）

## 沿革
- 1946年（昭和21年）11月 - 蟹江食料品店創業[広報 3]。
- 1953年（昭和28年）2月 - 合資会社「蟹江商店」設立[広報 3]。
- 1963年（昭和38年）3月25日 - 名古屋フードスーパーチェーンを結成[3][4]。
- 1969年（昭和44年）9月13日 - 「株式会社スーパーカニエ」設立[広報 3][1]、合資会社蟹江商店から営業に関する一切の譲渡を受ける[広報 3]。
- 1970年（昭和45年）9月22日 - 資本金700万円で株式会社ナゴヤフードを設立[5]。
- 1978年（昭和53年） - 株式会社ナゴヤフードが株式会社ナフコに商号を変更[5]。
- 1988年（昭和63年）2月 - 「株式会社ナフコカニエ」に社名変更[広報 3]。
- 2001年（平成13年）3月末 - フィールコーポレーションに社名を変更し、ナフコを脱退[6]。
- 2009年（平成21年） - 新事業体「EQVo!」として「ちとせ店」がリニューアルオープン
- 2010年（平成22年） - 新本社ビルを名古屋市昭和区に建設
- 2014年（平成26年）7月 - 静岡県浜松市中区（現・浜松市中央区）にハミング店を開店[7]（愛知県外初の出店）。
- 2016年（平成28年） - 品質にこだわるニュースタイルストアとして「クオリテ名東高針店」（名古屋市名東区）が開店

## 業態
- フィール（FEEL） - スーパーマーケット。
- エクボ（EQVo!） - ディスカウント型スーパーマーケット。エクボの語源はExciting Quality Volume[広報 4]。
- エクボスタイル（EQVo! STYLE） - エクボの派生業態。

## 店舗

### 現行店舗
各店舗の詳細は公式サイト「フィール店舗のご紹介」を参照。

### かつて存在した店舗
- 本店（名古屋市昭和区鶴舞2-21-6[8]、1962年（昭和37年）6月8日開店[9] - ?閉店）

売場面積217m2 → 235m2
- 栄生店（名古屋市中村区千原町2-1 ショッピング新名古屋センター栄生街1階[11]）
- 東海店（東海市荒尾町木戸畑27[12]、1966年（昭和41年）10月1日開店[9] - ?閉店）

売場面積462m2
- サン・プラザ店（東海市荒尾町平古1-1[13]）

サンプラザという2階建て商業施設の1階に存在。2001年頃、ホームタウン店（東海市荒尾町大恵毛48番地）に移転。跡テナントにはスギ薬局荒尾店が開店。
- 名和店（東海市名和町八幡前37-4[10]、1972年（昭和47年）4月開店[10] - 2017年（平成29年）閉店）

売場面積726m2閉店後、スギ薬局名和店が開店。
- カニエ富木島店（東海市富木島町伏見4-17-1[13]、2012年（平成24年）1月29日閉店[要出典]）
- 朝倉店（知多市清水が丘1-1818[13]、1978年（昭和53年）11月開店 - 2014年（平成26年）4月27日閉店[15]）
- 一宮店 → プレステージ（一宮市羽衣町2-5-1[16]、1999年11月18日開店[16] - 2002年3月31日閉店[要出典]）

売場面積4,997m2
- 知立店（知立市[17]、2005年（平成17年）閉店[要出典]）

店舗面積980m2。
- 安城店 → 安城横山店（安城市横山町浜畔上113-1[13]、2006年（平成18年）2月5日閉店[18][要出典]）
- 西枇杷島店（西枇末広店と名乗っていた時期もある）（旧西枇杷島町 → 現清須市、2000年（平成12年）9月閉店[19]）[要出典]
- トマト（名古屋市熱田区六野1-2-19[20]、2005年（平成17年）10月3日廃止[20]）

売場面積2,807m2。
- グリーンプラザ（阿久比町大字阿久比字宮前16-4[21]、1984年（昭和59年）開店[21] - 2004年（平成16年）閉店[22][要出典]）

開店当時はナフコだった。閉店後、改装を経てゲンキー愛知阿久比店が開店。
- 食品館（名古屋市南区北内町二丁目7番地1[23]、2009年（平成21年）8月31日廃止[23]）

売場面積1,007m2。
- さくら山店（名古屋市昭和区桜山町2-48-1[広報 5]、2011年（平成23年）6月閉店[要出典]）
- ハイマート（刈谷市大正町3-108-1[広報 6]、1983年（昭和58年）開店[広報 6] - 2013年（平成25年）7月16日閉店[要出典]）

刈谷市駅の東、約100mの位置にあった。
- なるみ店（名古屋市緑区鳴海町京田109）

## ギャラリー
- 旧フィールハッピーテーブル（春日井市上田楽町）。2017年（平成29年）2月3日に「EQVO!上田楽（かみたらが）店」となった。
- 岡崎柱町店（岡崎市柱4丁目）
- KAKEMACHI店（岡崎市欠町字野添）
- EQVo!大樹寺店（岡崎市鴨田本町）

## その他
店内で流されているテーマソングはドラゴンズ朝市CM（アピタ・ピアゴ）と同じ弥富又八が歌っており、ナフコチェーンのサウンドロゴを歌った横井則子とCMソング対決をしたことがある。
ナフコ統一スローガン「フレッシュフーズのナフコチェーン」に引き続き、フィールに改名後もテーマソングでは「フレッシュフーズ フィール」と称している。

### 広報資料・プレスリリースなど一次資料
1. 1 2 3 4 5 6  第49期決算公告、2018年（平成30年）5月30日付「官報」（号外第115号）118頁。
2. 1 2 3 4 5  会社概要 - 株式会社フィールコーポレーション
3. 1 2 3 4 5  『心の経営五十年　食に命をかけた男の詩』株式会社ナフコカニエ、1996年11月11日。
4. ↑  EQVo!(エクボ) もも山店 店舗情報 2024年7月3日閲覧。
5. ↑  “その他の店舗”. フィールコーポレーション. 2010年2月25日アーカイブ分. 2024年10月5日閲覧。
6. 1 2 3  “ハイマート”. フィールコーポレーション. 2012年5月16日アーカイブ分. 2024年10月5日閲覧。
7. ↑  弥富又八／盛高志 YM-Sauce　CMソング
8. ↑  Youtube ＣＭソングバトル　弥富又八　横井則子
9. ↑  “フィールオリジナルソング フレッシュフーズフィールの歌”. フィールコーポレーション. 2024年9月28日閲覧。